# Paraonides nordica
Paraonides nordica är en ringmaskart som beskrevs av Strelzov 1968. Paraonides nordica ingår i släktet Paraonides och familjen Paraonidae. Inga underarter finns listade i Catalogue of Life.